# Fidesz
Fidesz – madžarska državljanska zaveza (madžarsko: Fidesz – Magyar Polgári Szövetség) je madžarska politična stranka. Njen aktualni predsednik je Viktor Orban. Stranka je trenutna vladna stranka na Madžarskem.
Stranka je bila ustanovljena leta 1988, kot stranka mladih liberalcev, ki so nasprotovali komunistični oblasti. Od leta 2010 je najmočnejša stranka v madžarskem parlamentu, saj na skupni listi s Krščansko demokratsko ljudsko stranko tvori večino. Večino ima tudi v madžarskih okrožjih, ne pa tudi v mestih. Danes stranka predstavlja konservativna stališča.
Zaradi samovoljnosti, ki ni bila v skladu s skupno evropsko politiko ter politiko Evropske ljudske stranke, ki ji Fidesz pripada, je bila stranka marca 2019 začasno suspendirana iz Evropske ljudske stranke. Po tem, ko je ELS želela spremeniti poslovnik in omogočiti možnost izključitve poslanske skupine, s katero je v nesoglasju, je stranka Fidesz 3. marca 2021, pred glasovanjem o spremembi poslovnika, sama izstopila iz parlamentarne skupine Evropske ljudske stranke. Orban je po izstopu pozval k nastajanju novega združenja evropskih desnih strank. 18. marca 2021 je Fidesz še dokončno izstopil tudi iz Evropske ljudske stranke.
Iz stranke izhaja tudi madžarski predsednik János Áder.

## Seznam predsednikov
| # | Predsednik | Predsednik     | Mandat          | Mandat          | Opombe                       |
| # | Predsednik | Predsednik     | Začetek         | Konec           | Opombe                       |
| - | ---------- | -------------- | --------------- | --------------- | ---------------------------- |
| 1 |            | Viktor Orbán   | 18. april 1993  | 29. januar 2000 | Predsednik vlade (1998–2002) |
| 2 |            | László Kövér   | 29. januar 2000 | 6. maj 2001     |                              |
| 3 |            | Zoltán Pokorni | 6. maj 2001     | 3. julij 2002   |                              |
| 4 |            | János Áder     | 3. julij 2002   | 17. maj 2003    | Predsednik Madžarske (2012–) |
| 5 |            | Viktor Orbán   | 17. maj 2003    | danes           | Predsednik vlade (2010–)     |

## Evropske volitve
| Volitve | Število vseh glasov | Odstotek | Osvojeni mandati |
| ------- | ------------------- | -------- | ---------------- |
| 2004    | 1.457.750           | 47,4 %   | 12 / 24          |
| 2009    | 1.632.309           | 56,36 %  | 13 / 22          |
| 2014    | 1.193.991           | 51,48 %  | 11 / 21          |
| 2019    | 1.824.220           | 52,56 %  | 12 / 21          |